# Геохимия (журнал)
Геохимия (англ. Geochemistry International) — российский научный геологический журнал, публикующий оригинальные работы в области геохимии, космохимии, термодинамики природных процессов, геохимии органического вещества, геохимии океана и экологии, геохимии магматических, метаморфических, гидротермальных и осадочных процессов, прикладной геохимии и химии окружающей среды.

## История
Журнал был основан АН СССР в январе 1956 года академиком А. П. Виноградовым.
Журнал издавался Издательством «Наука» до 2018 года. В 2019 году - Издательством Эко-Вектор. В настоящее время издается Издательством Академкнига.
Импакт-фактор журнала:
- 2009 — 0.502[1].
- 2019 — 0.835[2]
- 2020 - 0.881[1].

## Описание
Журнал выходит 12 раз в год на русском и английском языках (англоязычное название журнала — Geochemistry International, имеет дополнительный 13-й выпуск).

### Редколлегия
- Главный редактор: Ю.А. Костицын (с 2021), академик РАН, Институт геохимии и аналитической химии им. В. И. Вернадского РАН, Москва.[3]

Заместитель главного редактора:
- О.А. Луканин, д.г.-м.н., Институт геохимии и аналитической химии им. В. И. Вернадского РАН, Москва;

Ответственный секретарь: А.И. Буйкин, к.г.-м.н., Институт геохимии и аналитической химии им. В. И. Вернадского РАН, Москва.